# Hespérie du dactyle
Thymelicus lineola
Espèce
Thymelicus lineola, appelée en Europe l’Hespérie du dactyle et au Canada l’Hespérie des graminées, est une espèce de lépidoptères (papillons) de la famille des Hesperiidae et de la sous-famille des Hesperiinae.

## Noms vernaculaires
- En français : 
  - en Europe : l'Hespérie du dactyle, ou plus rarement le Ligné ou l'Hespérie orangée[1] (attention, ce dernier nom désigne aux Antilles une autre espèce, Wallengrenia ophites),
  - au Canada : l'Hespérie des graminées[2] ou l'Hespérie européenne[1].
- En anglais : Essex Skipper en Europe, et European Skipperling ou European Skipper en Amérique du Nord[3].
- En allemand : Schwarzkolbiger Braun-Dickkopffalter.
- En espagnol : Dorada línea corta[3].
- En turc : Siyah antenli zıpzıp.

## Systématique
Thymelicus lineola a été nommé par Ferdinand Ochsenheimer en 1808.

### Synonyme
Thymelicus lineolus (Ochsenheimer, 1808).

### Sous-espèces
- Thymelicus lineola kushana Wyatt, 1961; en Afghanistan.
- Thymelicus lineola semicolon Staudinger, 1892; en Algérie et en Tunisie[4].

## Description

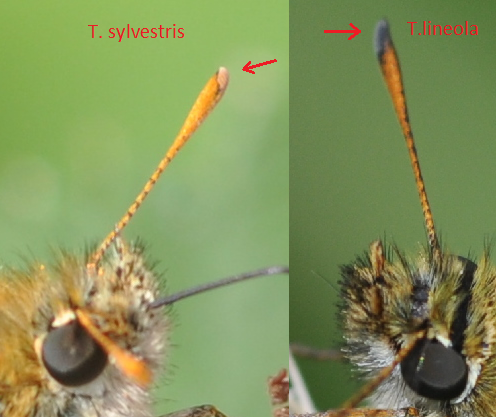
Différencier Thymelicus lineola et Thymelicus sylvestris en comparant les massues antennaires.

Comme tous les Hesperiidae, l'Hespérie du dactyle porte ses ailes antérieures partiellement redressées quand il est posé. C'est un petit papillon d'une envergure de 24 mm à 28 mm aux ailes orange vif bordées de marron. Le mâle présente au recto de l'aile antérieure une courte ligne androconiale noire. Les massues antennaires sont noires (contrairement celles à l'Hespérie de la houque ou Thymelicus sylvestris, qui sont orange),.

## Galerie

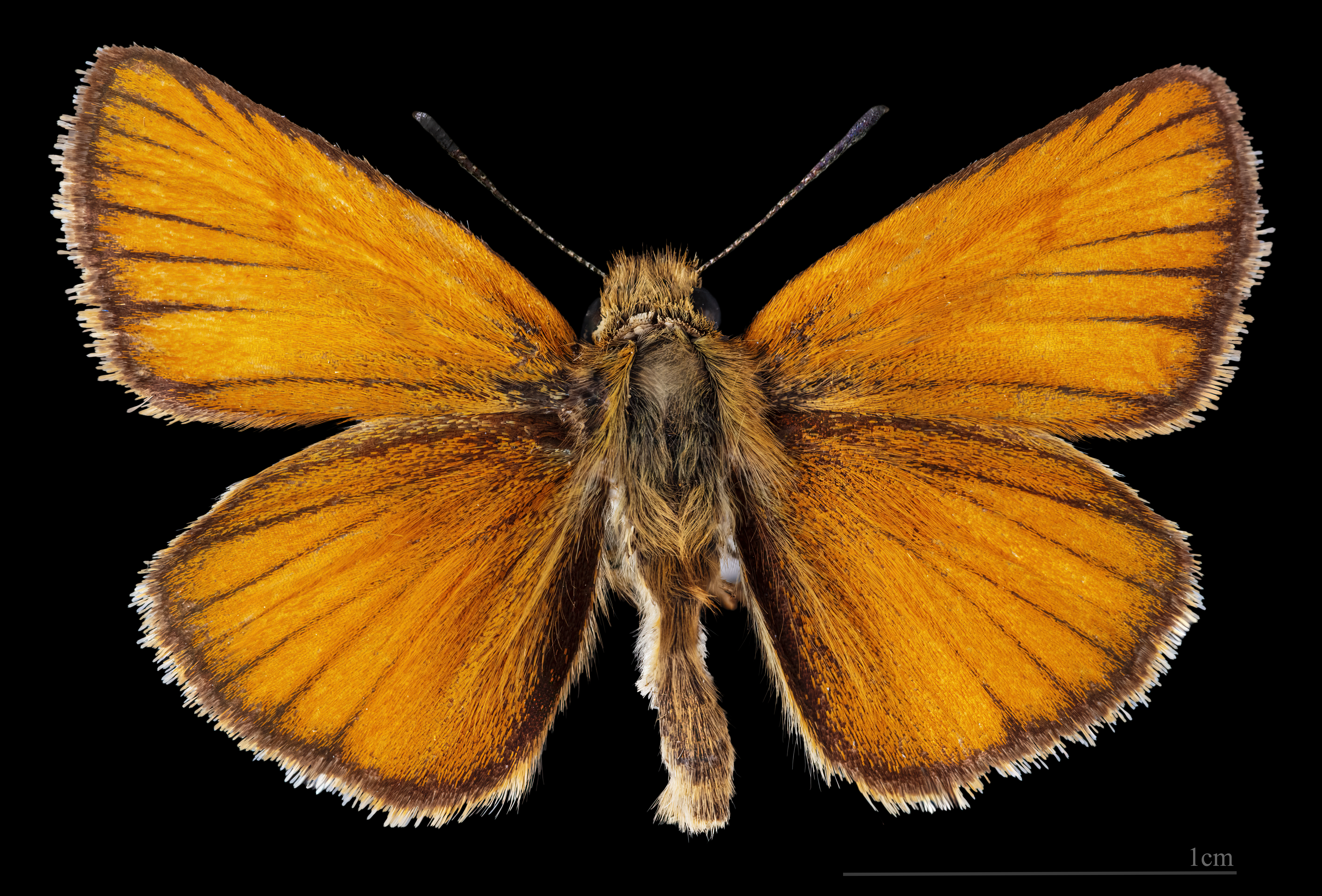
Thymelicus lineola ♂  MHNT
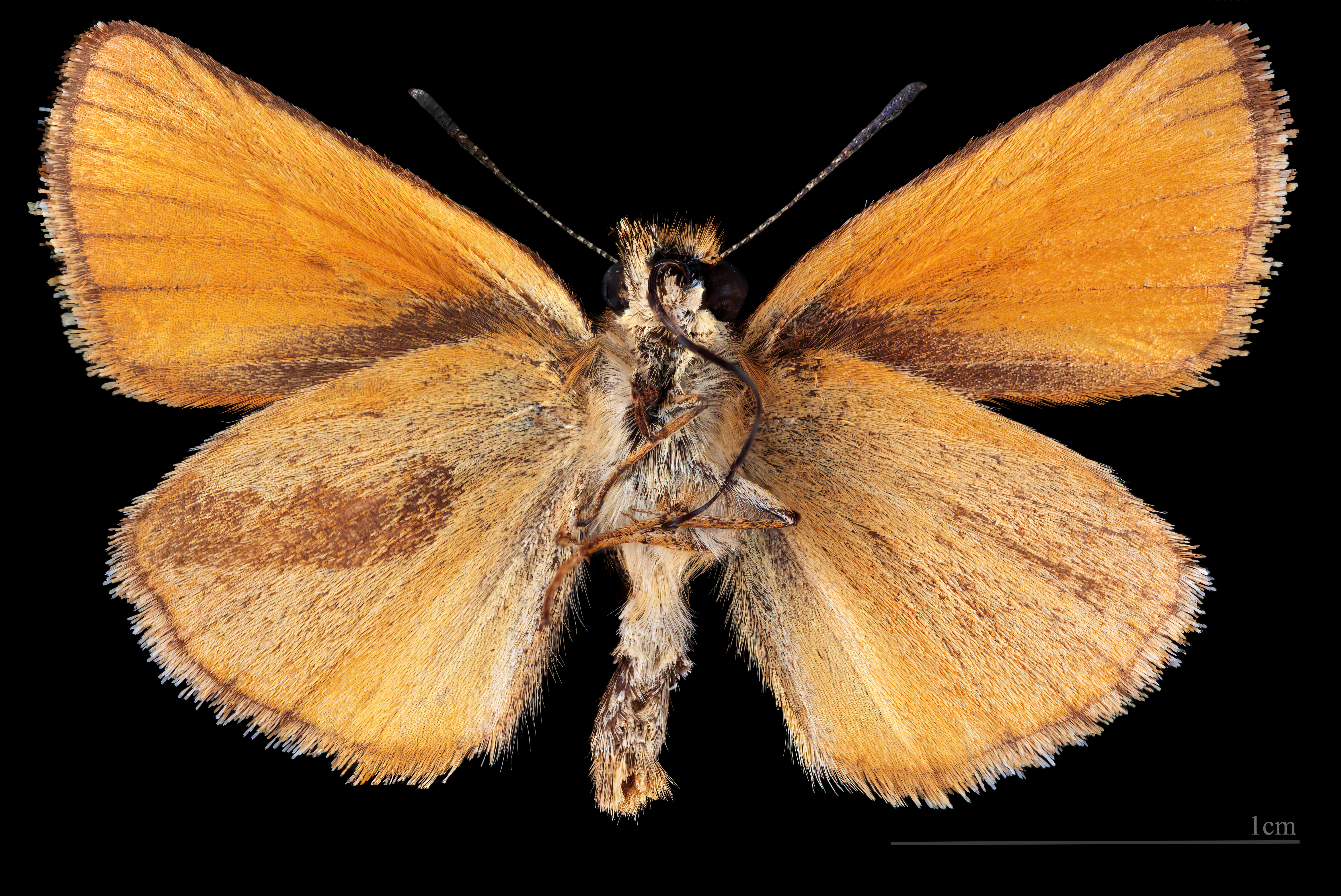
♂ △
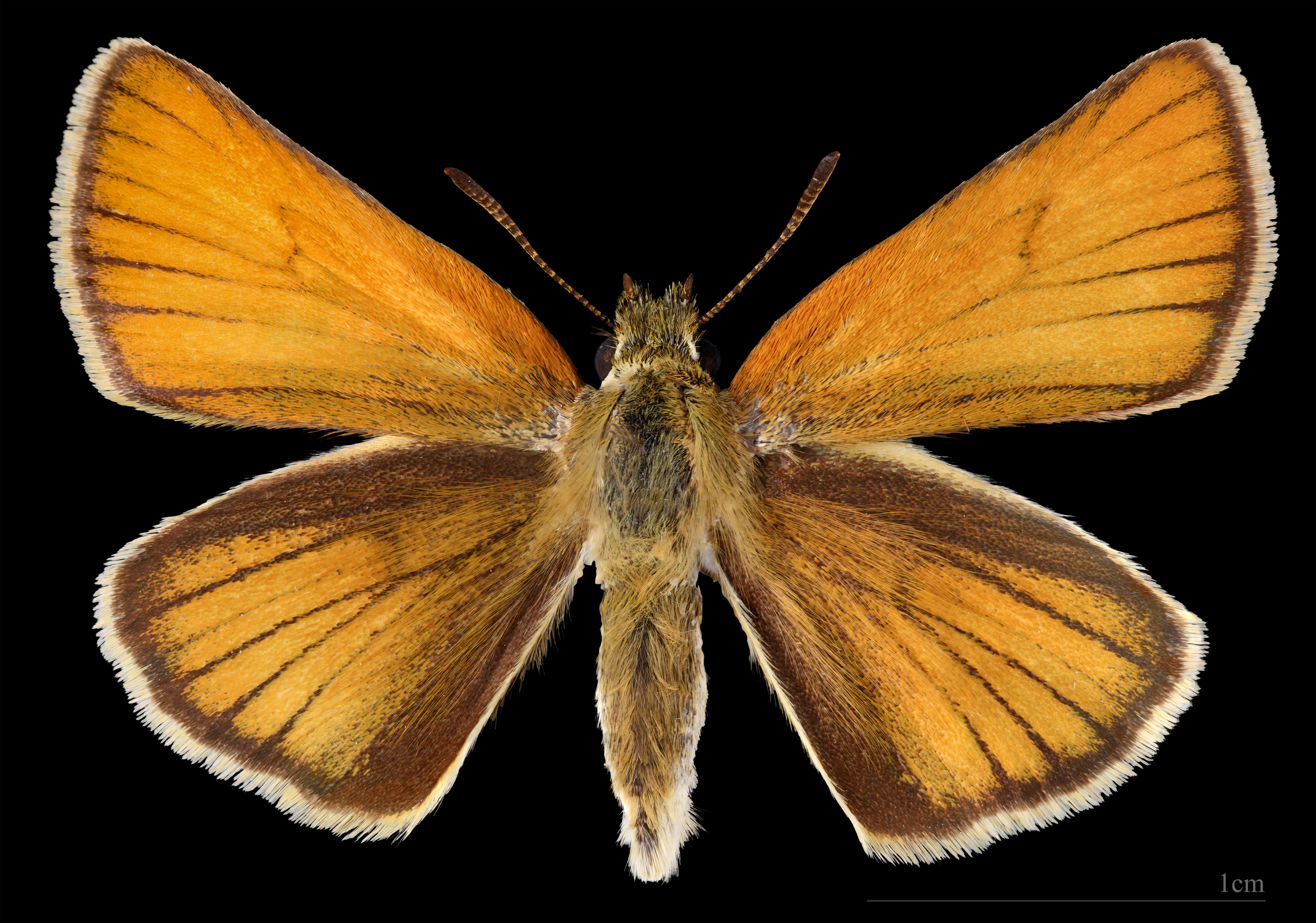
♀
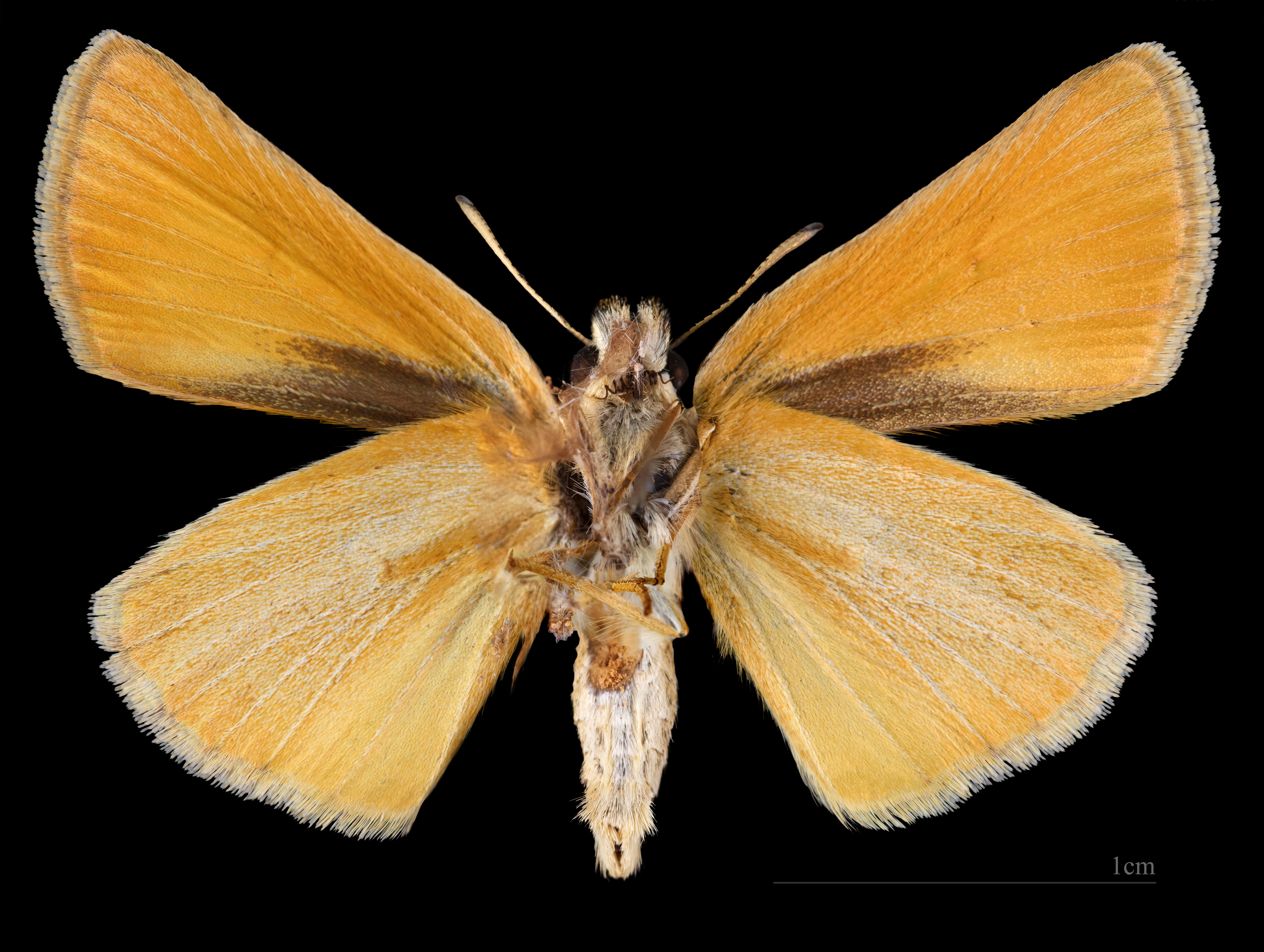
♀ △

## Chenille
La chenille est vert pâle ornée d'une bande dorsale foncée et de bandes claires sur les flancs.

## Biologie

### Période de vol et hivernation
L'Hespérie du dactyle vole en une seule génération de début mai à août.
Elle hiverne au stade de chenille formée dans l'œuf.

### Plantes hôtes
Les plantes hôtes de sa chenille sont de nombreuses poacées (graminées) : Agropyron repens, Arrhenatherum elatius,
Calamagrostis epigejos, Dactylis spp., Deschampsia caespitosa, Elytrigia repens, Phleum arvense et Phleum pratense,.

## Écologie et distribution
L'Hespérie du dactyle réside en Afrique du Nord, dans toute l'Europe sauf l'Irlande, le nord de l'Angleterre et de la Scandinavie, et tout le centre de l'Asie jusqu'à la région du fleuve Amour. Elle a été introduite en Amérique du Nord en 1910,.
L'Hespérie du dactyle est présente dans toute la France métropolitaine sauf en Corse.

### Biotope
L'Hespérie du dactyle réside dans des prairies fleuries à herbe haute et les clairières sèches.

### Protection
Pas de statut de protection particulier.

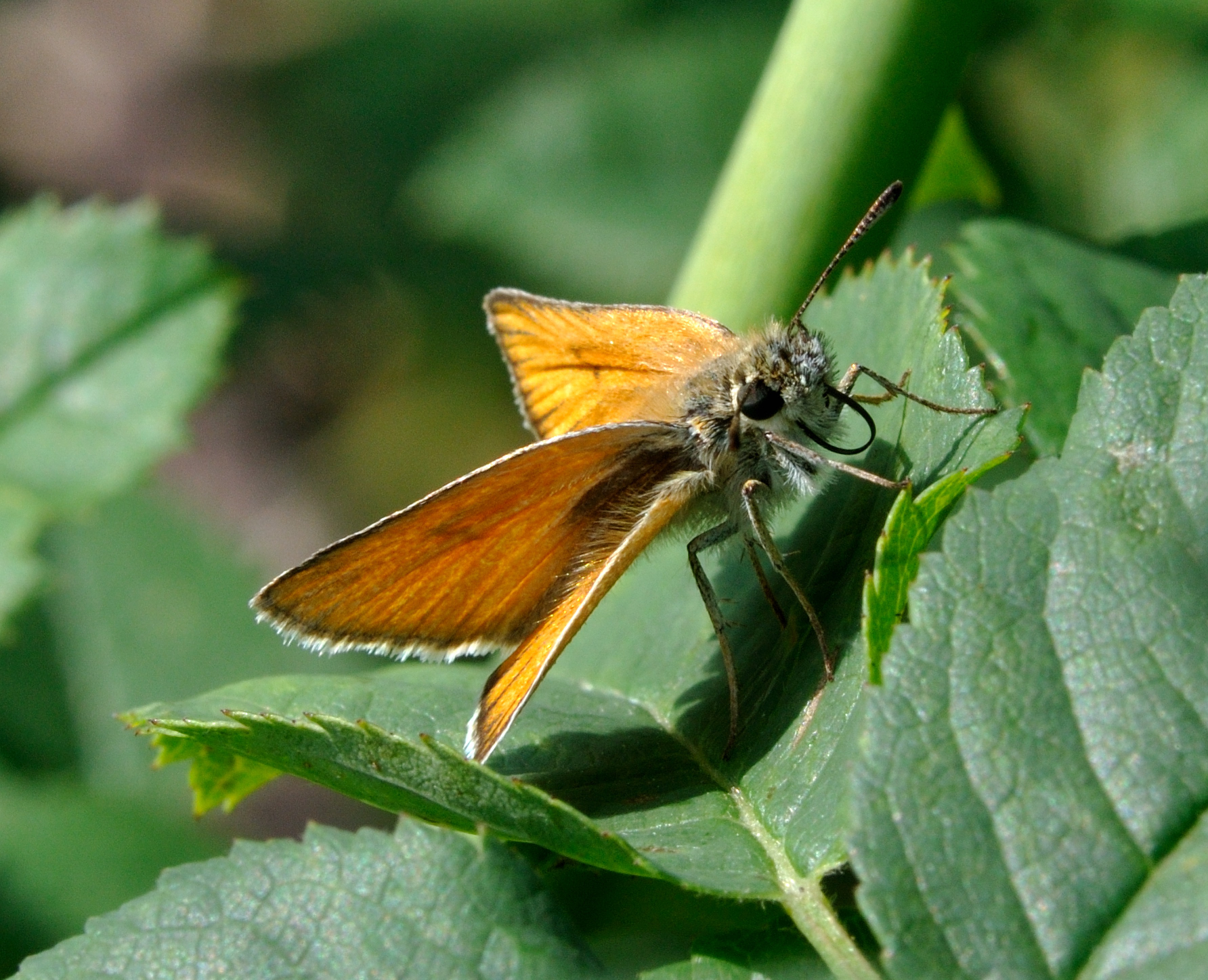
Hespérie du dactyle photographié en Allemagne.
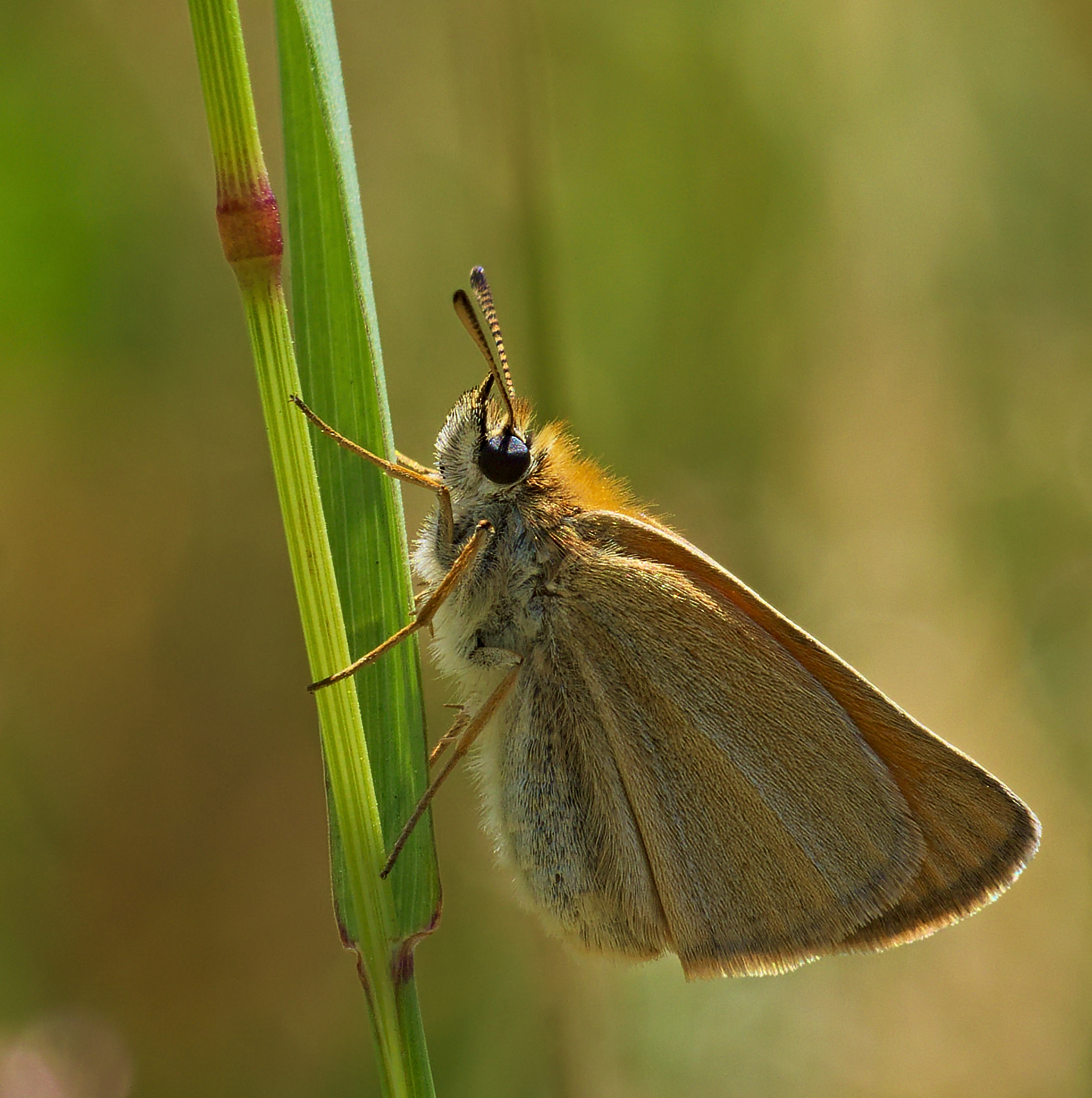
Un autre spécimen en Allemagne.
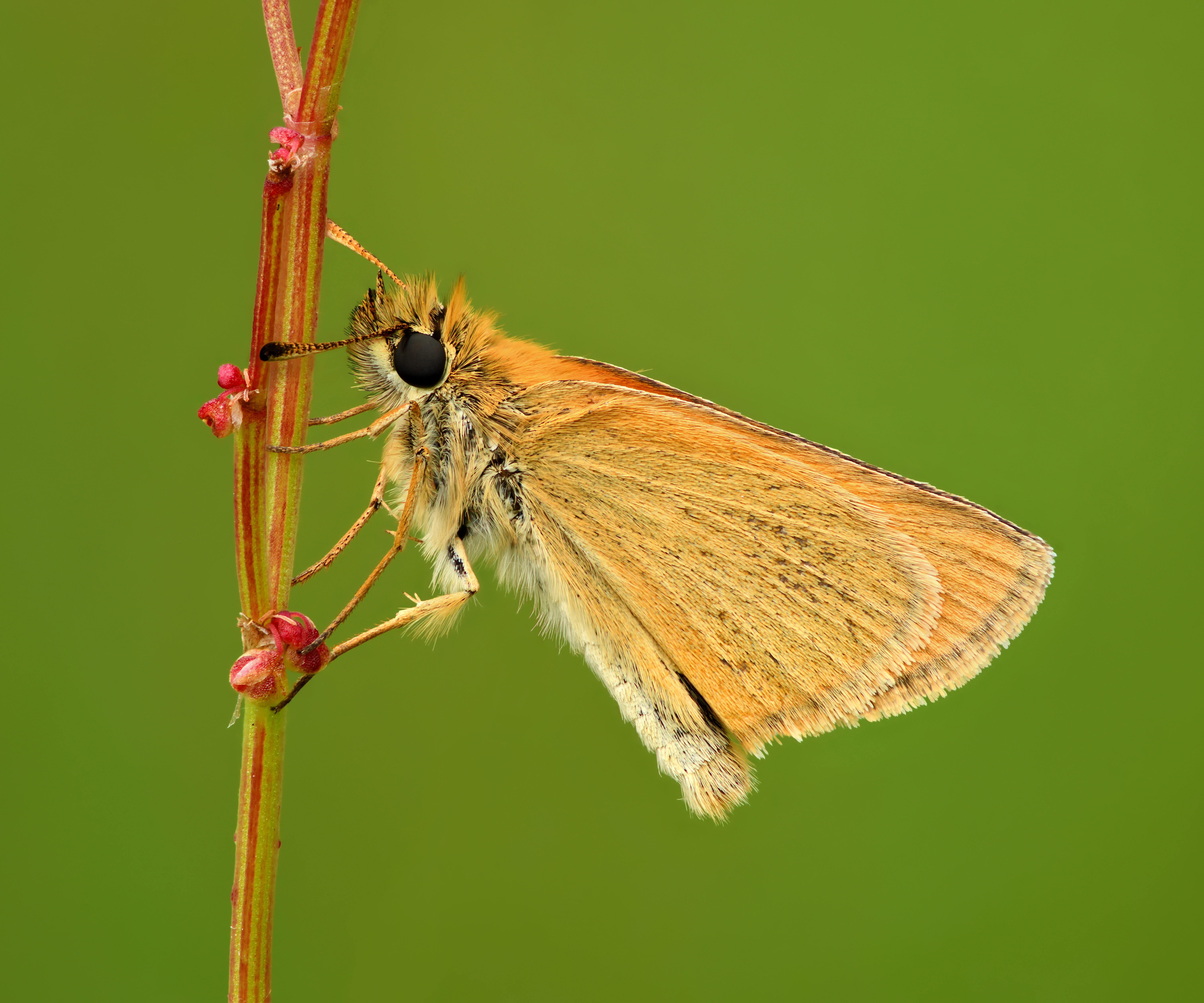
Un autre spécimen en Estonie.